# Гагенбух (Цюрих)
Гагенбух (нім. Hagenbuch ZH) — громада  в Швейцарії в кантоні Цюрих, округ Вінтертур.

## Географія
Громада розташована на відстані близько 130 км на північний схід від Берна, 31 км на північний схід від Цюриха.
Гагенбух має площу 8,1 км², з яких на 9,8% дозволяється будівництво (житлове та будівництво доріг), 61,2% використовуються в сільськогосподарських цілях, 28,5% зайнято лісами, 0,5% не є продуктивними (річки, льодовики або гори).

## Демографія
2019 року в громаді мешкало 1085 осіб (-1,6% порівняно з 2010 роком), іноземців було 11,9%. Густота населення становила 133 осіб/км².
За віковим діапазоном населення розподілялося таким чином: 19,3% — особи молодші 20 років, 64,9% — особи у віці 20—64 років, 15,9% — особи у віці 65 років та старші. Було 474 помешкань (у середньому 2,3 особи в помешканні).
Із загальної кількості 196 працюючих 51 був зайнятий в первинному секторі, 59 — в обробній промисловості, 86 — в галузі послуг.